# Theca interna
Die Theca interna ist eine Zellformation, die sich bei der Bildung und Entwicklung der Tertiärfollikel aus der Theca folliculi differenziert. Die Theca interna schließt sich ohne deutliche Grenze innen an die Theca externa an und zeigt eine Dreischichtung. Die Außenschicht besteht aus spindelförmigen Zellen, die als Reserve für die inneren Zellschichten dient. Die mittlere Zelllage besteht aus epithelartigen Thekazellen, die Estrogene bilden. Die innere Zelllage besteht wiederum aus spindelförmigen Zellen. Ihre Basalmembran steht in Kontakt mit der Granulosazellschicht und zeigt eine starke positive Reaktion auf alkalische Phosphatasen. Sie hat eine Ernährungsfunktion für das Follikelepithel. Im Gegensatz zur Theca externa ist die Theca interna zell- und gefäßreich.